# Dalea lumholtzii
Dalea lumholtzii là một loài thực vật có hoa trong họ Đậu. Loài này được Robinson & Fernald miêu tả khoa học đầu tiên.